# Yves Gosselin
Pour les articles homonymes, voir Gosselin.
Yves Gosselin, né en 1959 à Sherbrooke, est un romancier et un poète québécois.

## Biographie
Poète et romancier, Yves Gosselin fait des études en histoire et en littérature.
En poésie, il fait paraitre plusieurs titres dont Connaissance de la mort (Éditions Triptyque, 1988), Les guerres sont éternelles (Le Nordir, 1990), Fondement des fleurs et de la nuit (L'Hexagone, 1992), Patmos, suivi de, Nauplie, ou, L'adieu à la poésie, (Éditions du Noroît, 2003) ainsi que La mort d'Arthur Rimbaud (Éditions du Noroît, 2004),,,,,.
Comme romancier, Gosselin publie Le Discours de réception (Lanctôt, 2003) ainsi que Le jardin du commandant (42e parallèle, 2003).
Finaliste au Prix littéraire des collégiens (2004), Yves Gosselin est récipiendaire du Prix de poésie des terrasses Saint-Sulpice de la revue Estuaire (2003) ainsi que du Prix Alfred-DesRochers (1989),.

## Œuvres

### Poésie
- Brescia : miracle de la justice amère, Montréal, Éditions Triptyque, 1987, 81 p.  (ISBN 2890310558)
- Connaissance de la mort, Montréal, Éditions Triptyque, 1988, 52 p. (ISBN 2890310779)
- La vie est un rêve déjà terminé, Hearst, Le Nordir, 1988, 59 p. (ISBN 0921272022)
- Les guerres sont éternelles, Hearst, Le Nordir, 1990, 61 p. (ISBN 0921272073)
- Programme pour une mort lente, Hearst, Le Nordir, 1990, 54 p. (ISBN 0921272103)
- Fondement des fleurs et de la nuit, Montréal, L'Hexagone, 1992, 120 p. (ISBN 2-89006-467-0)
- Patmos, suivi de, Nauplie, ou, L'adieu à la poésie, Montréal, Éditions du Noroît, 2003, 77 p. (ISBN 2-89018-511-7)
- La mort d'Arthur Rimbaud, Montréal, Éditions du Noroît, 2004, 61 p. (ISBN 2-89018-528-1)

### Romans
- Discours de réception, Montréal, Lanctôt, 2003, 162 p. (ISBN 2-89485-258-4)
- Le jardin du commandant, Montréal, 42e parallèle, 2003, 238 p. (ISBN 9782932125006)

## Prix et distinctions
- 1989 - Récipiendaire : Prix Alfred-DesRochers (pour Connaissance de la mort)[7]
- 2003 - Récipiendaire : Prix de poésie des terrasses Saint-Sulpice de la revue Estuaire (pour Patmos, suivi de, Nauplie, ou, L'adieu à la poésie)[2],[10]
- 2004 - Finaliste : Prix littéraire des collégiens (pour Discours de réception)[11],[12]
- 2006 - Récipiendaire : Médaille de l'Assemblée nationale[13]